# Prima Divisione 1940-1941
Fu il quarto livello della XLI edizione del campionato italiano di calcio.
La Prima Divisione (ex Seconda Divisione) fu organizzata e gestita dai Direttori Regionali di Zona.
Le finali per la promozione in Serie C erano gestiti dal Direttorio Divisioni Superiori (D.D.S.) che aveva sede a Roma.
Rispetto all'anno precedente, il campionato non fu disputato nelle regioni della Libia italiana (Cirenaica e Tripolitania), a causa degli eventi bellici successivi all'entrata in guerra dell'Italia nel corso della Seconda guerra mondiale.

## Campionati
- Prima Divisione Abruzzi 1940-1941
- Prima Divisione Lucania 1940-1941 (non è stato disputato alcun campionato)
- Prima Divisione Calabria 1940-1941
- Prima Divisione Campania 1940-1941
- Prima Divisione Emilia 1940-1941
- Prima Divisione Lazio 1940-1941
- Prima Divisione Liguria 1940-1941
- Prima Divisione Lombardia 1940-1941
- Prima Divisione Marche 1940-1941
- Prima Divisione Piemonte 1940-1941
- Prima Divisione Puglia 1940-1941
- Prima Divisione Sardegna 1940-1941
- Prima Divisione Sicilia 1940-1941
- Prima Divisione Toscana 1940-1941
- Prima Divisione Umbria 1940-1941
- Prima Divisione Veneto 1940-1941
- Prima Divisione Venezia Giulia 1940-1941
- Prima Divisione Venezia Tridentina 1940-1941

Colonie italiane:
- Prima Divisione Amara 1940-1941 (non è stato disputato alcun campionato)
- Prima Divisione Egeo-Rodi 1940-1941 (non è stato disputato alcun campionato)
- Prima Divisione Eritrea 1940-1941 (non è stato disputato alcun campionato)
- Prima Divisione Galla e Sidama 1940-1941 (non è stato disputato alcun campionato)
- Prima Divisione Harar 1940-1941 (non è stato disputato alcun campionato)
- Prima Divisione Scioà 1940-1941 (non è stato disputato alcun campionato)
- Prima Divisione Somalia 1940-1941 (non è stato disputato alcun campionato)